# Rui Valério
Rui Manuel Sousa Valério SMM (ur. 24 grudnia 1964 w Vila Nova de Ourém) – portugalski duchowny rzymskokatolicki, doktor nauk teologicznych, członek Zgromadzenia Misjonarzy Towarzystwa Maryi, biskup polowy Portugalii w latach 2018–2023, patriarcha Lizbony od 2023. 

## Życiorys
Święcenia kapłańskie otrzymał 23 marca 1991 w zgromadzeniu Misjonarzy Towarzystwa Maryi. Pracował głównie w zakonnych parafiach, był też m.in. kapelanem wojskowego szpitala w Lizbonie, wychowawcą postulatu zakonnego oraz radnym portugalskiej delegatury montfortianów.
27 października 2018 papież Franciszek minował go biskupem polowym Portugalii. Sakry biskupiej udzielił mu 25 listopada 2018 kardynał Manuel Clemente.
10 sierpnia 2023 papież Franciszek mianował go patriarchą Lizbony. 29 czerwca 2024 w bazylice św. Piotra na Watykanie odebrał od papieża Franciszka paliusz.